# 蓝果越桔
蓝果越桔（学名：Vaccinium chunii）为杜鹃花科越桔属下的一个种。

## 扩展阅读
維基物種上的相關：蓝果越桔